# Senshi Sōsho-reeks
De Senshi Sōsho-reeks (戦史叢書), ook wel de Kōkan Senshi (公刊戦史) genoemd, is de beschrijving van de militaire geschiedenis over de betrokkenheid van het Japanse Keizerlijke leger voorafgaand en tijdens de Tweede Wereldoorlog. Het is samengesteld door Japanse veteranen en het toenmalige “War History Office”, onderdeel van het Ministerie van Defensie, maar het geeft niet de officiële visie van de Japanse overheid op de oorlog weer, noch is de reeks door haar bezorgd. De publicaties zijn tussen 1966 en 1980 uitgegeven door een particuliere uitgever, Asagumo Shimbunsha in Tokio. De reeks vormt een geschiedkundige bronnenpublicatie en biedt informatie en bijzonderheden over het beleid en acties van de Japanse krijgshandelingen in Zuidoost-Azië van 1937 tot 1945.

## Achtergrond
De Senshi Sōsho-reeks is een belangrijk referentiewerk om de geschiedenis van de Tweede Wereldoorlog in Azië te bestuderen. Het is een zeer gedetailleerd vervolg op de basale Japanse Monograph-reeks, zoals die zijn opgesteld, verzameld en vertaald door de Militair Geschiedkundige Afdeling van het Amerikaanse leger (Far East Command) van de Japanse operationele acties in China tijdens de Tweede Wereldoorlog. Met de opening van het “War History Office” in oktober 1955 ving men aan met het samenstellen van het officiële verslag van de Japanse betrokkenheid in de Tweede Wereldoorlog. Tegenwoordig is het “War History Office” opgenomen in het “Military History Department” van het “National Institute for Defense Studies”, oftewel “NIDS” van het Japanse Ministerie van Defensie in Tokio. De belangrijkste reden van de publicaties was om als te raadplegen onderzoeksmateriaal te dienen voor het Japanse Zelfverdedigingsleger. Het “War History”- kantoor werd geleid door kolonel Nishiura Susumu, die tijdens de oorlog was geplaatst op het Ministerie van Oorlog.

## Omvang van de reeks

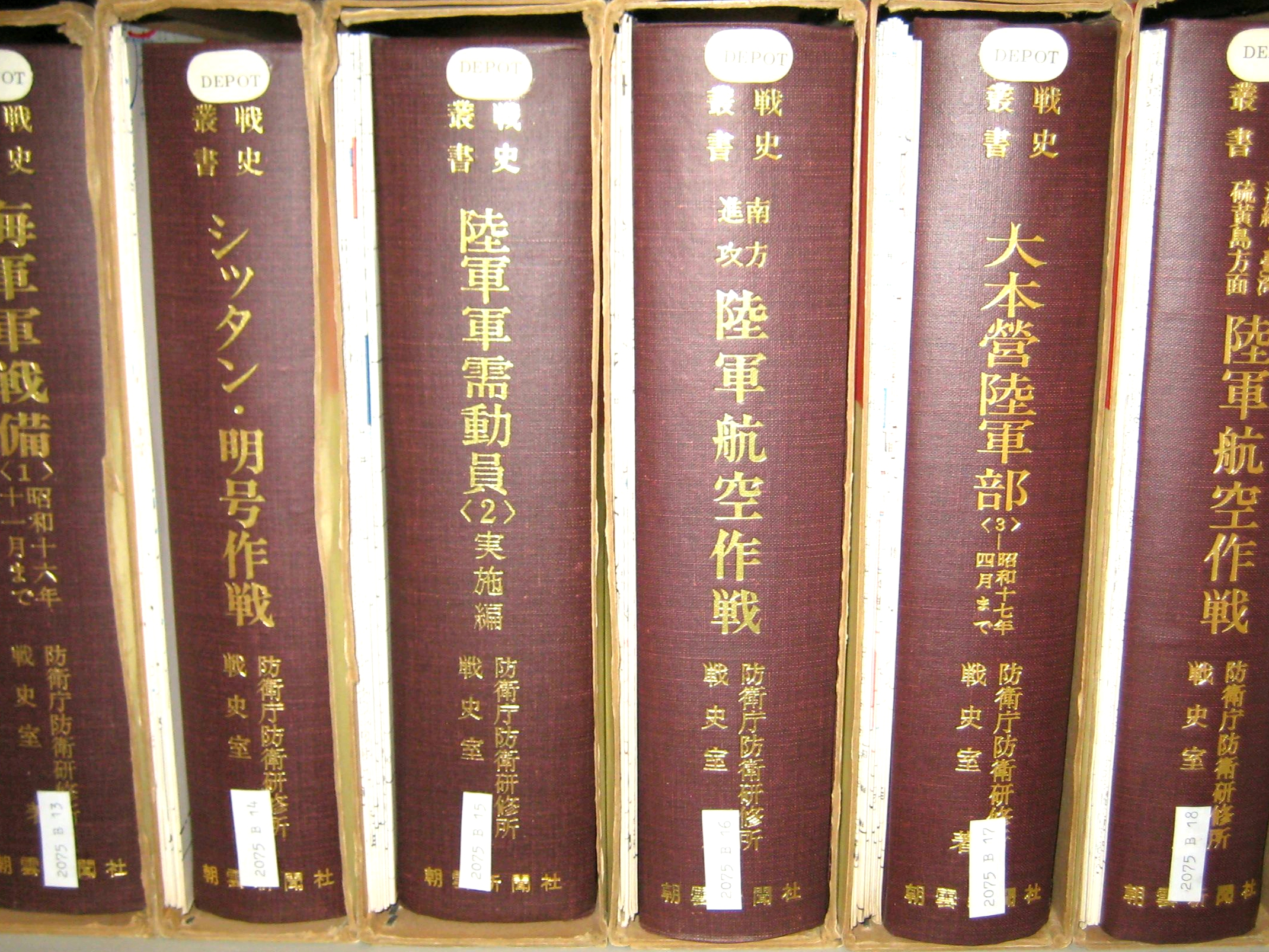
een paar originele Japanse Senshi Sosho- delen

De geschiedkundige reeks omvat 102 delen. Het eerste deel werd gepubliceerd in 1966 en het laatste deel in 1980. De reeks is samengesteld uit de overgebleven archieven van het Japanse keizerlijke leger, de Japanse Keizerlijke marine, overige overheidsarchieven en persoonlijke dagboeken die de nederlaag overleefd hadden. De reeks werd in 1985 en 1986 uitgebreid met twee ongenummerde aanvullende delen. De 134 auteurs en onderzoekers probeerden zo waarheidsgetrouw mogelijk feiten vast te leggen opgetekend in 80.000 documenten, nog eens 30.000 ontvangen documenten die terugontvangen werden uit de Verenigde Staten, en 15.000 mondelinge interviews/ ontslag- verslagen van veteranen.
Het “War History Office” publiceerde in 1965 de reeks met de naam Senshi Sōsho-series of War History Series.

## Naamgeving oorlog
De naamgeving van de oorlog staat in Japan nog steeds ter discussie. Dit heeft te maken met de verschillende gezichtspunten bij het begin van de oorlog, de Amerikaanse bezettingspolitiek na de oorlog, en de politisering van de wijze, waarmee men tegenwoordig naar de huidige geschiedenis aankijkt. De meeste namen hebben een ideologische achtergrond. In de inleiding van Senshi Sōsho deel 3 wordt nadrukkelijk aangegeven, dat het verkrijgen van olie een primair doel was van het 16e Japanse leger. Maar bij het uitkomen van dit Japanse deel werd het voorzien van een ‘flyer’, waarin stafofficier majoor Okamura, betrokken bij de invasie in het voormalige Nederlands-Indië, benadrukte dat het ging om het bevrijden van de Azië van de koloniale bezetter.
In het algemeen wordt de benaming “De laatste oorlog” in Japan het meest genoemd. Daarnaast gebruikt men om de strijd na de aanval op Pearl Harbor op 8 december 1941 aan te geven, benamingen als onder meer “Pacific War”, “Greater East Asia War” en “Asia-Pacific War”. Bij de uitgave van de Senshi Sōsho – reeks vond men een compromis door in de hoofdtekst de benaming “Greater East Asia War” te gebruiken, en die te vermijden in titels, voorwoord en toelichtende noten.

## Indeling van de reeks
De 102 genummerde delen van de reeks kunnen op verschillende wijze worden onderverdeeld. Zeven delen over de omstandigheden die tot het openen van de vijandelijkheden leiden, tien delen over het departement van de landmacht, zeven delen over het departement van de zeemacht, tien delen over de militaire voorbereidingen, negen delen over de invasiestrijd, tien delen over de strijd in de Solomoneilanden en Nieuw Guinea, vijf delen over de strijd in het centrale Stille Oceaangebied, drie delen over de defensie strijd in het zuidwestelijk gebied, vier delen over de strijd in Burma, drie delen over de strijd in het noordoostelijk gebied, drie delen over de strijd in Mantsjoerije, vijftien delen over de strijd in China, vijf delen over beslissende slagen in de Filipijnen, drie delen over beslissende slagen op Okinawa, vier delen over defensieve krijgshandelingen op het Japanse vaste land, drie delen over de geschiedenis van bijzondere krijgshandelingen (als bv. het escorteren van schepen, onderzeebootoorlog) en een deel met een chronologisch overzicht en een verklarende woordenlijst van technische termen. Een andere indeling is vierentwintig delen over algemene krijgshandelingen, tien delen over voorbereidingen, zevenenzestig delen over specifieke krijgshandelingen, en een deel over andere zaken. Ten slotte kan men de reeks onderverdelen in negenenzestig delen over de landmacht, en tweeëndertig delen over de zeemacht, en een deel betreffende de land- en zeemacht chronologisch overzicht.
De rivaliteit tussen leger en marine kwam zo nu en dan ook in de reeks naar boven. Zo werden er aparte land- en zeemachtversies geschreven met aanzienlijke interpretatieverschillen over de omstandigheden van het openen van de vijandelijkheden. De reeks kan men ook onderverdelen in delen waar de landmacht, dan wel waar de zeemacht verantwoordelijk voor was. De verschillen in visie en interpretatie traden vooral op bij de beschrijvingen van de algemene krijgshandelingen. Alleen in een beperkt aantal gevallen komt de rivaliteit aan het licht in de beschrijving van specifieke krijgshandelingen.

## Vertalingen in de Engelse taal
De kracht van deze publicaties ligt erin dat het gedetailleerde beschrijvingen, getuigenverklaringen en unieke inzichten geeft wat er nu precies is gebeurd. Deze publicaties van Japanse zijde kon men immers niet lezen als men de Japanse taal niet machtig was. Dankzij de vertalingen in de Engelse taal wordt nader wetenschappelijk onderzoek en review door westerse wetenschappers mogelijk gemaakt.
Er zijn anno 2019 twee delen beschikbaar via Open Access, die de Nederlandse Corts Foundation uit het Japans in de Engelse taal heeft vertaald. Deze vertalingen richten zich op de krijgshandelingen voorafgaand en tijdens de Japanse Invasie en de gevolgde bezetting van het voormalige Nederlands- Indië in 1941- 1942. De trilogie wordt eind 2020 afgerond met de publicatie van Senshi Sōsho deel 34 “Army Air Drive to the Southern Pacific Area” en een korte beschrijving van de landmacht operaties in Sumatra uit Senshi Sōsho- deel 5 “Operations in Burma”. Hiermee zal een compleet beeld worden gegeven van de gehele Japanse invasie strijd in het voormalige Nederlands- Indië, dat wil zeggen een complete trilogie van landmacht-, marine- en luchtmachtoperaties van in totaal ongeveer 1825 bladzijden. Met deze presentaties worden de krijgsverrichtingen van Nederlandse en Nederlands-Indische militairen inzichtelijk voor de wetenschap en het grote publiek.

## De invasie op Java

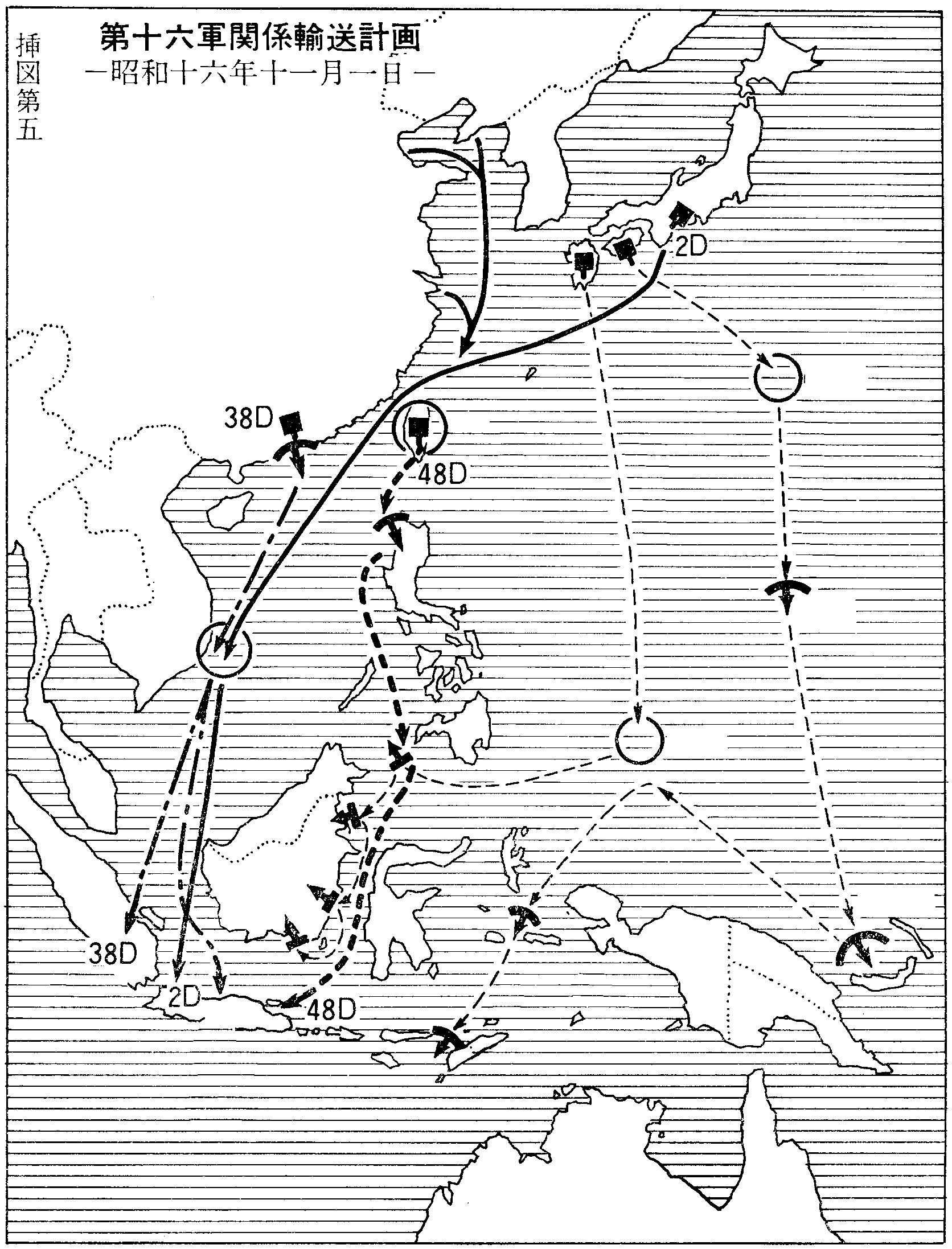
aanvalsplan 16e Japanse leger

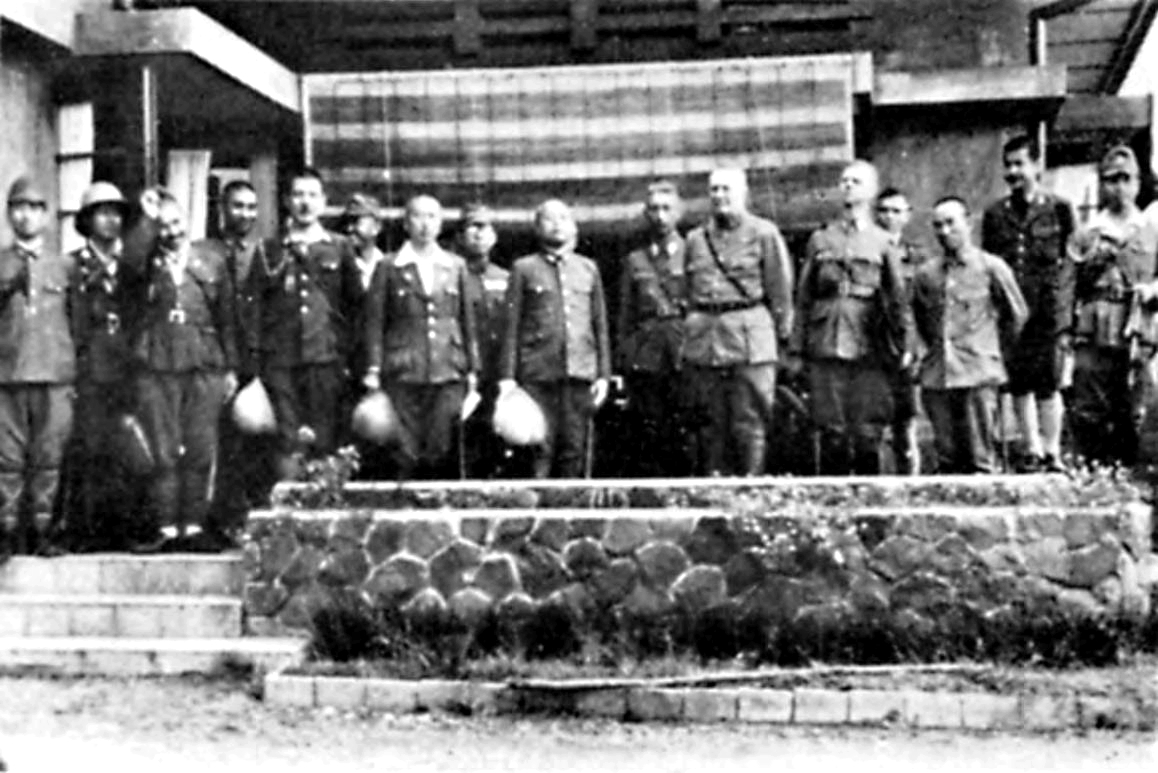
Foto gemaakt na het tekenen van de formele overgave documenten in Kalidjati.

Senshi Sōsho deel 3, "The Invasion of the Dutch East Indies", beschrijft de gevechtsoperaties van het Zestiende Japanse Leger vanaf de landing op Java begin maart 1942 tot de overgave van het Koninklijk Nederlands-Indisch leger.
De verloren Slag in de Javazee vond plaats op 27 februari 1942, waarna de Japanners op 1 maart 1942 op drie plaatsen op Java landingen konden uitvoeren. (55.000 ervaren en getrainde Japanse officieren en manschappen tegen 80.000 slecht bewapende en slecht geoutilleerde geallieerden). De Japanse planning ging uit van een strijd van 17 dagen, maar het werden uiteindelijk negen dagen. Een belangrijk onderdeel van de Japanse strategie was de inzet van vliegtuigen. Men richtte zich op het veroveren dan wel aanleggen en verbreden van bestaande vliegvelden die gebruikt konden worden voor hun eigen luchtmacht.
Negen uur na de landing bij Eretan op de Javaanse Noord- kust slaagde het Shōji detachement er in het grote militaire vliegveld bij Kalijati te veroveren, waarna Japanse vliegtuigen in staat waren de stellingen van het KNIL bij de Tjiaterpas en de hoogvlakte van Bandung aan te vallen. In/ bij Bandung was het geallieerde hoofdkwartier gevestigd. Het uiteindelijke verlies van de Tjiaterpas betekende het verlies van Java. Op 7 maart 1942 reed lt. gen Imamura al Batavia binnen en op 9 maart 1942 capituleerde het KNIL in Kalijati. Dit had niemand voor mogelijk gehouden. Japan had de strijd vanaf Pearl Harbor in enkele maanden gewonnen en na de landing op Java in ruim een week.
De uiteindelijke capitulatie-onderhandelingen van 7 tot en met 9 maart 1942 te Kalidjati worden in detail beschreven.

## Slag in de Javazee
Senshi Sōsho deel 26, "The Operations of the Navy in the Dutch East Indies and the Bay of Bengal" beschrijft de zeeslagen bij de kust van Bali (Slag in de straat van Bandung), ter hoogte van Soerabaja (Slag in de Javazee), ter hoogte van Batavia (Slag in de Straat van Soenda), en een aanzienlijk deel van de gebeurtenissen bij Manado, Makassar, en de betrokkenheid in Noord-Sumatra. De publicatie van Senshi Sōsho deel 26 “The Operations of the Navy in the Dutch East Indies and the Bay of Bengal” gaat in op de maritieme krachtmeting in de eerste vijf maanden van de oorlog in de Pacific tussen Japan met de Verenigde staten, Engeland, Australië en Nederland, waarbij de Japanse vloot richting de rijke olievelden van het voormalige Nederlands- Indië voer. Hierna volgde in de volgende maanden later de tegenslag voor de Japanse marine tijdens de Slag van de Koraal Zee en de nederlaag in de Slag van de Midway.
De verrassingsaanval op Pearl Harbor, op 7 december 1941, bracht een belangrijk deel van de Amerikaanse vloot Pacific tot zinken. Hierna volgde direct de invasie van Maleisië en de Filepijnen. Drie dagen later werden ten Noorden van Singapore de zware Engelse slagschepen HMS Repulse en HMS Prince of Wales tot zinken gebracht. De belangrijkste Britse militaire basis Singapore moest zich op 15 februari 1942 overgeven.
De geallieerden reageerden met een gezamenlijk “American-British-Dutch- Australia – “ABDA” – opperbevel, dat halverwege februari 1942 kwam te staan onder leiding van de Nederlandse lt. admiraal Helfrich. De geallieerde vloot kwam onder commando van Schout-bij-nacht Doorman.

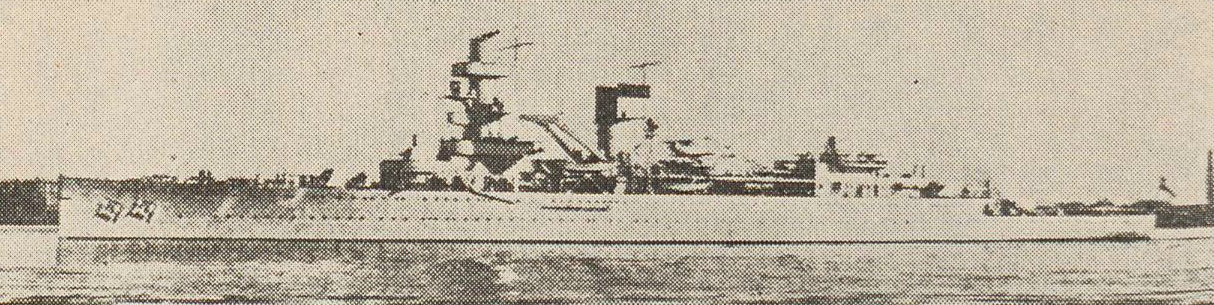
Hr.Ms. De Ruyter

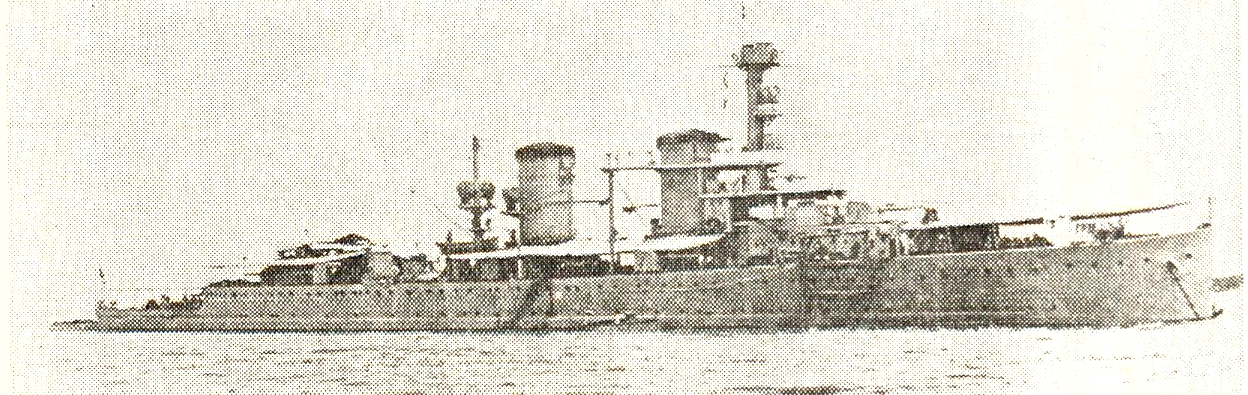
Hr.Ms. "Java"

Op 27 februari 1942 merkte een geallieerd vliegtuig een grote Japanse vloot van vier Japanse kruisers en 14 torpedobootjagers op, dat o.l.v. schout- bij nacht Tagaki een konvooi richting Java begeleidde. Doorman stak onmiddellijk met een vloot van vijf geallieerde kruisers en tien torpedobootjagers van wal. De uitkomst van de acht uur durende Slag in de Javazee was een grote overwinning voor de Japanse vloot. Het was een klassiek oppervlakte zeegevecht, waarbij de Japanners met superieure bewapening probeerden- buiten het schoot bereik van de geallieerden- de tegenstander tot zinken te brengen. De Japanse vloot schoot alleen al in het eerste uur 1500 granaten en 39 geavanceerde torpedo's af, waarbij de zware Engelse kruiser HMS Exeter en de Nederlandse torpedojager Hr.Ms. Kortenaer werden uitgeschakeld.
Doorman gaf opdracht aan drie Engelse torpedobootjagers voor een tegenaanval, waarbij zware schade werd toegebracht aan de Japanse jager Asagumo, maar HMS Electra ten onder ging. Hierna stond hij toe, dat onder begeleiding van Hr.Ms. Witte de With, de zwaar beschadigde HMS Exeter terugvoer naar Surabaya. Vervolgens wist Doorman aan de Japanse vloot te ontsnappen, waarbij de vier Amerikaanse jagers zonder resultaat hun torpedo’s afvuurden op de achtervolgende Japanse vloot. De Amerikaanse jagers retireerden naar Surabaya.
Doorman maakte een omtrekkende beweging, waarbij hij de plek passeerde waar Hr. Ms Kortenaer was gezonken. Hij gaf opdracht aan de Engelse jager HMS Encounter de drenkelingen op te pikken en terug te brengen naar Surabaya. De vier resterende kruisers voeren verder, en kwamen in het ochtendgloren in contact met de zware Japanse kruiser Nachi en Haguro. Hoewel de Japanse kruisers niet meer over granaten beschikten, konden ze nog 12 torpedo’s afvuren waarmee Hr.Ms. De Ruyter en Hr.Ms. Java tot zinken warden gebracht.
De Amerikaanse kruiser USS Houston en de Australische HMAS Perth konden ontsnappen en voeren waarschijnlijk in opdracht van Doorman richting Batavia.
Hoewel de Slag in het voordeel van de Japanse marine was beslist, was de Japanse marine niet onverdeeld tevreden. Hun doctrine om de vijand op afstand met een groot aantal granaten, gevolgd met het massaal afvuren van torpedo’s, bleek onvoldoende succesvol om een bonte verzameling van geallieerde schepen snel uit te schakelen. De meeste resterende schepen van de geallieerde vloot werd in de volgende dagen in de Straat van Soenda (tussen Java en Sumatra) en de Javazee uitgeschakeld. Het was ook het einde van een strijd die de Koninklijke Marine in drie maanden tijd met onderzeeboten, vliegtuigen van de Marine Luchtvaartdienst en oppervlakteschepen in de Indische wateren had gevoerd.

## Luchtoperaties in Nederlands- Indie en de Invasie op Noord-Sumatra
Als hier voren aangegeven volgen de eind 2020 te publiceren operaties in Noord- Sumatra en de operaties van het Derde Japanse Luchtleger. De Noord Sumatra- operaties beslaan een hoofdstuk in Senshi Sōsho deel 5 (“Operations in Burma”) betreffende het 25e Japanse leger, dat daartoe overkwam uit Singapore en Burma.
De operaties van het Derde Luchtleger staan in het Senshi deel 34 “Army Air Drive to the Southern Pacific Area”. Het bevat het succes van de zogenaamde “stepping-stone operations”. We richten ons enkel op Java, de overige hoofdstukken betreffen gebieden buiten Nederlands- Indië.

## Operaties in Papua-Nieuw Guinea
Een andere Engelstalige publicatie uit 2007 van “The Australian War Memorial” door Steven Bullard betreft: "Japanese army operations in the South Pacific Area: New Britain and Papua campaigns, 1942–43". Het is een samenvatting van vertaling uit het Senshi Sōsho-deel 14 "Army Operations in the South Pacific: Port Moresby to the First Phase of Guadalcanal, pt. 1". En van het Senshi Sōsho deel 28 "Army Operations in the South Pacific: Guadalcanal - Buna Operations, pt. 2". m.b.t. de invasie van Rabaul, de krijgshandelingen langs de “Kokoda Trail” en Milne Bay, en de vernietiging van de Japanse strijdkrachten bij Buna, Gona en Giruwa in Noord Papua.